# Gyöngyös asztrild
A gyöngyös asztrild (Hypargos margaritatus) a madarak osztályának a verébalakúak (Passeriformes) rendjébe, ezen belül a díszpintyfélék (Estrildidae) családjába tartozó faj.

## Rendszerezése
A fajt Hugh Edwin Strickland angol ornitológus írta le 1844-ben, a Spermophaga nembe Spermophaga margaritata néven.

## Előfordulása
Afrika délkeleti részén, a Dél-afrikai Köztársaság, Mozambik és Szváziföld területén honos. Természetes élőhelyei a szubtrópusi és trópusi cserjések és szavannák. Állandó, nem vonuló faj.

## Megjelenése
Testhossza 12–13,5 centiméter, testtömege 13 gramm. A hím a pettyes asztrildhoz hasonló, de a fej felső része és a hát barna. A fejoldalak, a torok és a mell felső része halványpiros. A szem sötétbarna, a szemgyűrű világoskék, a láb szürke, a csőr kékesszürke. A tojó a fej oldalai, a torok és a mell felső része szürke, a fej felső része és a hát barna.
|  |  |

## Életmódja
Fűmagvakkal és kisebb rovarokkal táplálkozik, melyet párban, vagy kisebb csapatban a talajon keresgél.

## Szaporodása
Fészekalja 3-4 tojásból áll.

## Természetvédelmi helyzete
Az elterjedési területe elég nagy, egyedszáma pedig stabil. A Természetvédelmi Világszövetség Vörös listáján sebezhető fajként szerepel.